# Nussingkogel
Nussingkogel är en bergstopp i Österrike.   Den ligger i distriktet Lienz och förbundslandet Tyrolen, i den centrala delen av landet, 300 km väster om huvudstaden Wien. Toppen på Nussingkogel är 2 989 meter över havet, eller 350 meter över den omgivande terrängen. Bredden vid basen är 1,5 km.
Terrängen runt Nussingkogel är huvudsakligen mycket bergig. Runt Nussingkogel är det ganska glesbefolkat, med 26 invånare per kvadratkilometer.. Närmaste större samhälle är Matrei in Osttirol, 5,7 km söder om Nussingkogel. 
I omgivningarna runt Nussingkogel växer i huvudsak blandskog.